# Ivan Asen II.
Ivan Asen II. (bulharsky Иван Асен II., Ivan Asen II., ve starší literatuře také Jan Asěn II. nebo Ivan II. Asen či Asěn ; asi 1195 až 24. červen 1241), syn cara Asena I. a jeho ženy Eleny, byl v letech 1218–1241 bulharským carem z dynastie Asenovců.
Ivan Asen byl nejbližším dědicem svého otce a strýců. Naproti tomu však musel o trůn svých předků bojovat se svým bratrancem Borilem. Když Borila porazil a ujal se vlády, snažil se posílit panovnickou autoritu a obnovil prestiž Bulharska v balkánském regionu, ztracenou Borilovou vládou. Po roce 1230 zaujala druhá bulharská říše nejpřednější místo mezi balkánskými státy. Naneštěstí po Ivanu Asenovi nastoupili jeho nezletilí synové, kteří pochopitelně nemohli ve svých rukách pevně svírat vládní otěže, a za jejich panování upadlo carství do hluboké krize, jež byla stabilizována až na počátku 14. století.

## Před nástupem
Narodil se asi roku 1195; jeho otcem byl bulharský car (Ivan) Asen I. Pocházel z bojarského rodu Asenovců, kteří se roku 1185 zmocnili vlády v Bulharsku na úkor Byzance. Carem se tehdy stal Asenův strýc Petr II., který roku 1187 či 1190 abdikoval ve prospěch svého mladšího bratra Asena I. Ivanův otec Asen I. byl zavražděn roku 1196 svým bratrancem Ivankem (jenž byl podporován Byzancí) a Petr II., který se po bratrově skonu opět ujal vlády, byl také zavražděn (roku 1197). Nový car, mladší Ivanův strýc Kalojan pokračoval ve výbojích svých bratrů, byl papežovým legátem korunován na krále a porazil a zajal latinského císaře Balduina, ale byl také zavražděn (v říjnu 1207).
Nejbližším dědicem Kalojana, jenž nezanechal žádné legitimní dědice, byl nejstarší syn Asena I. Ivan Asen, ale trůnu se zmocnil Ivanův bratranec Boril, který donutil Asena i s mladším bratrem Alexandrem opustit vlast – careviči uprchli na Haličskou Rus. Boril vládl v Bulharsku s podporou latinského císaře Jindřicha a po císařově smrti roku 1216 Borilova moc slábla. Ivan Asen s Alexandrem využili příležitosti a přitáhli roku 1217 se svými stoupenci, kterými byli mimo jiné i sektářští bogomilové, do vlasti. Všude byli vítáni jako spasitelé zbídačeného národa a když bratři oblehli hlavní město Tarnovo, car Boril se dal na útěk, byl však jat a oslepen. Carem se tedy po desetiletém nuceném vyhnanství roku 1218 stal zákonný dědic trůnu Ivan pod jménem Ivan Asen II.

## Vláda – Vrchol moci druhého carství

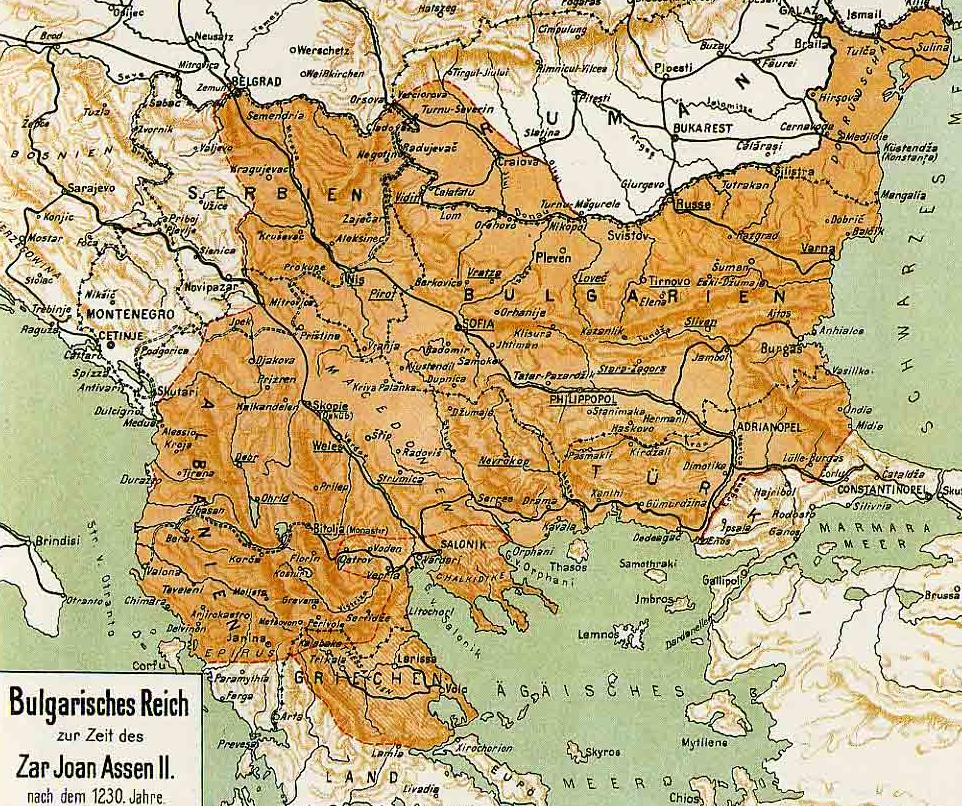
Expanze Bulharska za Ivana Asena II.

Ivan Asen II. převzal stát ve špatném stavu, ale na sklonku jeho vlády bylo Bulharsko velmocí. Na konci roku 1218 Ivan zajal uherského krále Ondřeje II., vracivšího se ze Svaté země a propustil ho teprve po uzavření pro Ivana výhodného míru. Také se oženil s Ondřejovou dcerou Annou, díky jejímuž věnu Ivan Asen získal zpět některá Kalojanova území ztracená Borilem. Ivan Asen měl tehdy na Balkáně velkého nepřítele: nebyl jím císař Latinů, sídlící v Konstantinopoli, ale epirský despota Theodoros Komnenos Dukas. Zpočátku byl mezi oběma panovníky smír (bratr Theodora Komnena, Manuel Komnenos Dukas, se oženil s dcerou Ivana Asena), ale jejich vztah se zhoršil. Důvodem bylo původně zamýšlené poručnictví Ivana Asena nad nezletilým latinským císařem Balduinem II., jemuž bulharský panovník zasnoubil svou dceru Helenu (Elenu). Theodoros na Ivana Asena, jehož moc stále rostla, žárlil a zaútočil. Dne 9. března 1230 se obě vojska srazila u vsi Klokotnice na řece Marici, kde Ivan Theodora porazil, zajal a později oslepil.
Po bitvě u Klokotnice vítězný car Ivan Asen II. zabral většinu Epirského despotátu a jeho říše, jež sahala od Jaderského moře k Černému, se opět stala balkánským hegemonem.  Nepodařilo se mu však dovršit dávnou snahu bulharských vládců – zmocnit se Konstantinopole. Tamější latinskou církví byl Ivan Asen totiž považován za nepříliš loajálního papeži a z tohoto důvodu sešlo ze sňatku carovy dcery Heleny s mladým císařem Balduinem II. Regentem se nakonec (roku 1231) stal bývalý jeruzalémský král Jan z Brienne, který Balduina zároveň oženil se svou dcerou. Tento čin konstantinopolské diplomacie ovšem rozhořčil Ivana Asena natolik, že v návalu vzteku prý roztrhal smlouvu, uzavřenou jeho strýcem Kalojanem roku 1204, Také změnil svou politiku vůči Latinům – za svého spojence si vybral úhlavního nepřítele konstantinopolské říše, nikajského císaře Jana (Ioanna) III. Duku Vatatza, jenž přiznal Ivanu Asenovi carský (císařský) titul. Dále byl konstantinopolským ortodoxním patriarchou v exilu Germanem II. povýšen statut bulharské pravoslavné církve a tarnovský arcibiskup Joakim I. byl povýšen (roku 1234/1235) na patriarchu. Na schůzce obou pravoslavných císařů v Kallipoli bylo definitivně uzavřeno spojenectví proti Latinům. Zároveň byl dohodnut sňatek Asenovy dcery Heleny s dědicem nikajského trůnu Theodorem.
Ivan Asen se také vložil do záležitostí sousedního Srbska, kde byl roku 1233/1234 sesazen zeť Theodora Komnena Duky, král Štěpán Radoslav, a za nového krále byl arcibiskupem Sávou I. korunován jeho mladší bratr Štěpán Vladislav. Vladislavův strýc Sáva také novému panovníkovi opatřil choť – po jednáních mezi Ivanem Asenem II. a Sávou byla srbskému vládci dána za ženu Beloslava, dcera Ivana Asena II. Car měl nyní skrz svou ženu velký vliv na srbské záležitosti a vyvíjel na arcibiskupa, dosavadního ředitele státní politiky, velký tlak, který nakonec vedl k Sávově abdikaci. Po jeho odchodu ještě vzrostl Asenův vliv v Srbsku.
V roce 1235 oblehla spojená bulharsko-nikajská vojska Konstantinopol. Město se však udrželo, Ivan Asen II. a Jan III. Vatatzes byli odraženi regentem Janem z Brienne. Ivan Asen pokus zopakoval o rok později, ale opět byl Jan z Brienne úspěšnější. Zanedlouho byl car nucen obrátit ve vztahu k Latinům. Z podnětu papeže Řehoře IX. (1227–1241) vyhlásili totiž uherští arcibiskupové nad Ivanem Asenem klatbu. Také na poli politickém bylo Bulharsko ohrožováno, protože nový uherský král Béla IV., syn a nástupce Ondřeje II., nepokračoval v otcově politice. V obavách z další války proti západním křesťanům zrušil car spojenectví s nikajským císařem Janem III. a vyžádal si svou dceru Helenu zpět. V průběhu bojů roku 1237 ovšem v Tarnovu zemřela na morovou nákazu Ivanova choť Anna, jeden ze synů a tarnovský patriarcha Joakim. Ivan Asen to vzal jako boží varování a obnovil přátelství s Janem Dukou Vatatzem. Ivan Asen se také usmířil s Theodorem Angelem, propustil ho a oženil se z jeho dcerou Irenou. V téže době (roku 1238) byla proti carovi papežem Řehořem IX. vyhlášena křížová výprava, ke které nakonec nedošlo. Ivan Asen II. zemřel 24. června 1241 a jím ze scény odešel velký panovník. Byla pohřben v kostele Čtyřiceti mučedníků ve Velikom Tarnovu.

## Dědictví
V době smrti Ivana Asena II. byla druhá bulharská říše na vrcholu moci. Naneštěstí pro carství, Ivanův nástupce, syn Anny Uherské, Kaliman Asen byl nezletilý a zanedlouho (1246) zemřel. Ani vláda Michaila Asena, druhého syna Ivana Asena II., taktéž nezletilého, nepřinesla říši stabilitu. Moc Bulharska byla oslabena jednak ztrátou autority na trůně, ale také vpádem Tatarů. Až na počátku 14. století se Todoru Svetoslavovi (1300–1321) se podařilo bulharskou říši stabilizovat.
Jméno Ivan Asen II přináší moře mys „Ivan Asen“ Smith Island, Jižní Shetlandské ostrovy, Antarktida.

## Hodnocení
Ačkoliv Ivan Asen převzal Bulharsko v ekonomickém i hospodářském rozkladu, na konci vlády bylo díky Asenovým diplomatickým a válečnickým schopnostem Bulharsko obávanou mocností. Ivan Asen dokázal zjednat pořádek i doma, obnovil a posílil ústřední moc, jako první z bulharských panovníků začal razit mince, zlaté, měděné a stříbrné, které přispívaly k obchodu mezi Dubrovníkem a italskými republikami. Bylo škodou pro Bulharsko, že po Asenově smrti se stát pod vládou Ivanových slabých nástupců v podstatě rozpadl. Ivan Asen II. byl jeden z největších bulharských vládců vůbec.